# Río Adda (Gales)
El río Adda (Afon Adda en idioma galés) es un pequeño río de unos cuatro kilómetros que cruza la ciudad de Bangor, en Gales. La mayor parte de su curso transcurre canalizado subterráneamente y desemboca en Hirael Bay, en el puerto de la ciudad. Se cree que su nombre procede del siglo XIX, de la finca Cae Mab Adda (el campo del hijo de Adam) situada cerca de su nacimiento. Anteriormente se le había denominado Tarannon.